# Haworthia cooperi var. gracilis
Haworthia cooperi var. gracilis, és una varietat de Haworthia cooperi del gènere Haworthia de la subfamília de les asfodelòidies.

## Descripció
Haworthia cooperi var. gracilis té una roseta sense tija fins a 6cm de diàmetre i és prolífera. Tenen entre 30 a 40 fulles, acuminades lanceolades, incurvades amb primes espines marginals curtes, de color verd grisenc pàl·lid, on la superfície superior és translúcida entre línies. La inflorescència és senzilla de 200 mm i les seves flors són blanques.

## Distribució i hàbitat
Aquesta varietat creix a l'oest de la província sud-africana del Cap Oriental.

## Taxonomia
Haworthia cooperi var. gracilis va ser descrita per (Poelln.) M.B.Bayer i publicat a Haworthiad 16: 64, a l'any 2002.
Etimologia
Haworthia: nom en honor del botànic britànic Adrian Hardy Haworth (1767-1833).
cooperi: epítet que honora al botànic i explorador de plantes anglès Thomas Cooper (1815-1913) que va recol·lectar plantes a Sud-àfrica del 1859 al 1862.
var. gracilis: epítet llatí que significa "prim, petit, magre; minso".
Sinonímia
- Haworthia gracilis Poelln., Repert. Spec. Nov. Regni Veg. 27: 133 (1929). (Basiònim/Sinònim substituït)
- Haworthia arachnoidea var. gracilis (Poelln.) Halda, Acta Mus. Richnov., Sect. Nat. 4(2): 44 (1997).[6]